# Gotham Independent Film Awards 2022
La cerimonia di premiazione della 32ª edizione dei Gotham Independent Film Awards ha avuto luogo il 28 novembre 2022. Le candidature sono state annunciate il 25 ottobre 2022.

## Vincitori e candidati
I vincitori sono indicati in grassetto, a seguito i candidati.

### Miglior film
- Everything Everywhere All at Once, regia di Daniel Kwan e Daniel Scheinert
- Aftersun, regia di Charlotte Wells
- The Cathedral, regia di Ricky D'Ambrose
- Dos Estaciones, regia di Juan Pablo González
- Tár, regia di Todd Field

### Miglior documentario
- All That Breathes, regia di Shaunak Sen
- All the Beauty and the Bloodshed, regia di Laura Poitras
- I Didn't See You There, regia di Reid Davenport
- The Territory, regia di Alex Pritz
- What We Leave Behind, regia di Iliana Sosa

### Film internazionale
- La scelta di Anne - L'Événement (L'Événement), regia di Audrey Diwan
- Athena, regia di Romain Gavras
- Gli spiriti dell'isola (The Banshees of Inisherin) , regia di Martin McDonagh
- Corsage, regia di Marie Kreutzer
- Decision to Leave (헤어질 결심), regia di Park Chan-wook
- Saint Omer, regia di Alice Diop

### Miglior regista esordiente
- Charlotte Wells - Aftersun
- Elegance Bratton - The Inspection
- Beth de Araújo - Soft & Quiet
- Owen Kline - Funny Pages
- Antoneta Alamat Kusijanović - Murina
- Jane Schoenbrun - We're All Going to the World's Fair

### Miglior sceneggiatura
- Todd Field - Tár
- Kōgo Noda - After Yang
- James Gray - Armageddon Time - Il tempo dell'apocalisse (Armageddon Time)
- Lena Dunham - Catherine (Catherine Called Birdy)
- Sarah Polley - Women Talking - Il diritto di scegliere (Women Talking)

### Miglior interpretazione protagonista
- Danielle Deadwyler - Till - Il coraggio di una madre (Till)
- Cate Blanchett - Tár
- Dale Dickey - A Love Song
- Colin Farrell - After Yang
- Brendan Fraser - The Whale
- Paul Mescal - Aftersun
- Thandiwe Newton - God's Country
- Aubrey Plaza - I crimini di Emily (Emily the Criminal)
- Taylor Russell - Bones and All
- Michelle Yeoh - Everything Everywhere All at Once

### Miglior interpretazione non protagonista
- Ke Huy Quan - Everything Everywhere All at Once
- Jessie Buckley - Women Talking - Il diritto di scegliere (Women Talking)
- Raúl Castillo - The Inspection
- Hong Chau - The Whale
- Brian Tyree Henry - Causeway
- Nina Hoss - Tár
- Noémie Merlant - Tár
- Mark Rylance - Bones and All
- Gabrielle Union - The Inspection
- Ben Whishaw - Women Talking - Il diritto di scegliere (Women Talking)

### Miglior interpretazione rivelazione
- Gracija Filipović - Murina
- Anna Cobb - We're All Going to the World's Fair
- Frankie Corio - Aftersun
- Anna Diop - Nanny
- Kali Reis - Catch the Fair One

### Miglior serie rivelazione - formato lungo
- Pachinko - La moglie coreana (Pachinko)
- Scissione (Severance)
- Station Eleven
- This Is Going to Hurt
- Yellowjackets

### Miglior serie rivelazione - formato breve
- Mo
- Abbott Elementary
- As We See It
- Rap Sh!t
- Somebody Somewhere

### Miglior serie non-fiction rivelazione
- We Need to Talk About Cosby
- The Andy Warhol Diaries
- The Last Movie Stars
- Mind Over Murder
- The Rehearsal

### Miglior interpretazione in una nuova serie
- Ben Whishaw - This Is Going to Hurt
- Bilal Baig - Sort Of
- Ayo Edebiri - The Bear
- Janelle James - Abbott Elementary
- Kim Min-ha - Pachinko - La moglie coreana (Pachinko)
- Matilda Lawler - Station Eleven
- Britt Lower - Scissione (Severance)
- Melanie Lynskey - Yellowjackets
- Zahn McClarnon - Dark Winds
- Sue Ann Pien - As We See It

### Industry Tribute
- Peter Kujawski e Jason Cassidy

### Icon Tribute
- Sidney Poitier

### Innovator Tribute
- Don Katz[4]

### Premio al miglior cast
- Fire Island - Nick Adams, Joel Kim Booster, Margaret Cho, Tomás Matos, Torian Miller, Zane Phillips, Conrad Ricamora, Matt Rogers, James Scully e Bowen Yang

### Premio al miglior performer
- Michelle Williams[5]
- Adam Sandler[6]

### Premio al miglior regista
- Gina Prince-Bythewood